# Grand Prix Monako 2024
Grand Prix Monako 2024, oficjalnie Formula 1 Grand Prix de Monaco – ósma runda Mistrzostw Świata Formuły 1 w sezonie 2024. Grand Prix odbyło się w dniach 24–26 maja 2024 na torze Circuit de Monaco w Monako. Wyścig po starcie z pole position wygrał Charles Leclerc (Ferrari), a na podium stanęli kolejno Oscar Piastri (McLaren) i Carlos Sainz Jr. (Ferrari). Było to pierwsze zwycięstwo Leclerca w swoim domowym wyścigu oraz pierwsze zwycięstwo Monakijczyka w Monako od Louisa Chirona, który wygrał w 1931 roku.

## Lista startowa
| Nr          | Kierowca         | Zespół                        | Samochód                          | Silnik              | Opony |
| ----------- | ---------------- | ----------------------------- | --------------------------------- | ------------------- | ----- |
| 1           | Max Verstappen   | Oracle Red Bull Racing        | Red Bull RB20                     | Honda RBPTH002      | P     |
| 2           | Logan Sargeant   | Williams Racing               | Williams FW46                     | Mercedes-AMG F1 M15 | P     |
| 3           | Daniel Ricciardo | Visa Cash App RB F1 Team      | RB VCARB 01                       | Honda RBPTH002      | P     |
| 4           | Lando Norris     | McLaren Formula 1 Team        | McLaren MCL38                     | Mercedes-AMG F1 M15 | P     |
| 10          | Pierre Gasly     | BWT Alpine F1 Team            | Alpine A524                       | Renault E-Tech RE24 | P     |
| 11          | Sergio Pérez     | Oracle Red Bull Racing        | Red Bull RB20                     | Honda RBPTH002      | P     |
| 14          | Fernando Alonso  | Aston Martin Aramco F1 Team   | Aston Martin AMR24                | Mercedes-AMG F1 M15 | P     |
| 16          | Charles Leclerc  | Scuderia Ferrari HP           | Ferrari SF-24                     | Ferrari 066/12      | P     |
| 18          | Lance Stroll     | Aston Martin Aramco F1 Team   | Aston Martin AMR24                | Mercedes-AMG F1 M15 | P     |
| 20          | Kevin Magnussen  | MoneyGram Haas F1 Team        | Haas VF-24                        | Ferrari 066/10      | P     |
| 22          | Yūki Tsunoda     | Visa Cash App RB F1 Team      | RB VCARB 01                       | Honda RBPTH002      | P     |
| 23          | Alexander Albon  | Williams Racing               | Williams FW46                     | Mercedes-AMG F1 M15 | P     |
| 24          | Zhou Guanyu      | Stake F1 Team Kick Sauber     | Kick Sauber C44                   | Ferrari 066/12      | P     |
| 27          | Nico Hülkenberg  | MoneyGram Haas F1 Team        | Haas VF-24                        | Ferrari 066/10      | P     |
| 31          | Esteban Ocon     | BWT Alpine F1 Team            | Alpine A524                       | Renault E-Tech RE24 | P     |
| 44          | Lewis Hamilton   | Mercedes-AMG PETRONAS F1 Team | Mercedes-AMG F1 W15 E Performance | Mercedes-AMG F1 M15 | P     |
| 55          | Carlos Sainz Jr. | Scuderia Ferrari HP           | Ferrari SF-24                     | Ferrari 066/12      | P     |
| 63          | George Russell   | Mercedes-AMG PETRONAS F1 Team | Mercedes-AMG F1 W15 E Performance | Mercedes-AMG F1 M15 | P     |
| 77          | Valtteri Bottas  | Stake F1 Team Kick Sauber     | Kick Sauber C44                   | Ferrari 066/12      | P     |
| 81          | Oscar Piastri    | McLaren Formula 1 Team        | McLaren MCL38                     | Mercedes-AMG F1 M15 | P     |
| Źródło: FIA |                  |                               |                                   |                     |       |

## Wyniki

### Najlepsze czasy sesji treningowych
| Sesja       | Nr | Kierowca        | Konstruktor | Czas     | Okr. |
| ----------- | -- | --------------- | ----------- | -------- | ---- |
| 1           | 44 | Lewis Hamilton  | Mercedes    | 1:12,169 | 35   |
| 2           | 16 | Charles Leclerc | Ferrari     | 1:11,278 | 37   |
| 3           | 16 | Charles Leclerc | Ferrari     | 1:11,369 | 26   |
| Źródło: FIA |    |                 |             |          |      |

### Kwalifikacje
| P           | Nr | Kierowca         | Konstruktor                  | Czasy w kwalifikacjach | Czasy w kwalifikacjach | Czasy w kwalifikacjach | Poz. s. |
| P           | Nr | Kierowca         | Konstruktor                  | Q1                     | Q2                     | Q3                     | Poz. s. |
| ----------- | -- | ---------------- | ---------------------------- | ---------------------- | ---------------------- | ---------------------- | ------- |
| 1           | 16 | Charles Leclerc  | Ferrari                      | 1:11,584               | 1:10,825               | 1:10,270               | 1       |
| 2           | 81 | Oscar Piastri    | McLaren-Mercedes             | 1:11,500               | 1:10,756               | 1:10,424               | 2       |
| 3           | 55 | Carlos Sainz Jr. | Ferrari                      | 1:11,543               | 1:11,075               | 1:10,518               | 3       |
| 4           | 4  | Lando Norris     | McLaren-Mercedes             | 1:11,760               | 1:10,732               | 1:10,542               | 4       |
| 5           | 63 | George Russell   | Mercedes                     | 1:11,492               | 1:10,929               | 1:10,543               | 5       |
| 6           | 1  | Max Verstappen   | Red Bull Racing-Honda RBPT   | 1:11,711               | 1:10,745               | 1:10,567               | 6       |
| 7           | 44 | Lewis Hamilton   | Mercedes                     | 1:11,528               | 1:11,056               | 1:10,621               | 7       |
| 8           | 22 | Yūki Tsunoda     | RB-Honda RBPT                | 1:11,852               | 1:11,106               | 1:10,858               | 8       |
| 9           | 23 | Alexander Albon  | Williams-Mercedes            | 1:11,623               | 1:11,216               | 1:10,948               | 9       |
| 10          | 10 | Pierre Gasly     | Alpine-Renault               | 1:11,714               | 1:10,896               | 1:11,311               | 10      |
| 11          | 31 | Esteban Ocon     | Alpine-Renault               | 1:11,887               | 1:11,285               |                        | 11      |
| 12          | 3  | Daniel Ricciardo | RB-Honda RBPT                | 1:11,785               | 1:11,482               |                        | 12      |
| 13          | 18 | Lance Stroll     | Aston Martin Aramco-Mercedes | 1:11,728               | 1:11,563               |                        | 13      |
| 14          | 14 | Fernando Alonso  | Aston Martin Aramco-Mercedes | 1:12,019               |                        |                        | 14      |
| 15          | 2  | Logan Sargeant   | Williams-Mercedes            | 1:12,020               |                        |                        | 15      |
| 16          | 11 | Sergio Pérez     | Red Bull Racing-Honda RBPT   | 1:12,060               |                        |                        | 16      |
| 17          | 77 | Valtteri Bottas  | Kick Sauber-Ferrari          | 1:12,512               |                        |                        | 17      |
| 18          | 24 | Zhou Guanyu      | Kick Sauber-Ferrari          | 1:13,028               |                        |                        | 18      |
| DK          | 27 | Nico Hülkenberg  | Haas-Ferrari                 | 1:11,876               | 1:11,440               |                        | 19      |
| DK          | 20 | Kevin Magnussen  | Haas-Ferrari                 | 1:11,832               | 1:11,725               |                        | 20      |
| Źródło: FIA |    |                  |                              |                        |                        |                        |         |

### Wyścig
Wyścig został przerwany podczas pierwszego okrążenia po kolizji Sergio Péreza, Kevina Magnussena i Nico Hülkenberga.
| P           | Nr | Kierowca         | Konstruktor                  | Okr. | Czas             | Start | +/-       | Punkty |
| ----------- | -- | ---------------- | ---------------------------- | ---- | ---------------- | ----- | --------- | ------ |
| 1           | 16 | Charles Leclerc  | Ferrari                      | 78   | 2:23:15,554      | 1     | Bez zmian | 25     |
| 2           | 81 | Oscar Piastri    | McLaren-Mercedes             | 78   | +7,152           | 2     | Bez zmian | 18     |
| 3           | 55 | Carlos Sainz Jr. | Ferrari                      | 78   | +7,585           | 3     | Bez zmian | 15     |
| 4           | 4  | Lando Norris     | McLaren-Mercedes             | 78   | +8,650           | 4     | Bez zmian | 12     |
| 5           | 63 | George Russell   | Mercedes                     | 78   | +13,309          | 5     | Bez zmian | 10     |
| 6           | 1  | Max Verstappen   | Red Bull Racing-Honda RBPT   | 78   | +13,853          | 6     | Bez zmian | 8      |
| 7           | 44 | Lewis Hamilton   | Mercedes                     | 78   | +14,908          | 7     | Bez zmian | 7      |
| 8           | 22 | Yūki Tsunoda     | RB-Honda RBPT                | 77   | +1 okr.          | 8     | Bez zmian | 4      |
| 9           | 23 | Alexander Albon  | Williams-Mercedes            | 77   | +1 okr.          | 9     | Bez zmian | 2      |
| 10          | 10 | Pierre Gasly     | Alpine-Renault               | 77   | +1 okr.          | 10    | Bez zmian | 1      |
| 11          | 14 | Fernando Alonso  | Aston Martin Aramco-Mercedes | 76   | +2 okr.          | 14    | 3         |        |
| 12          | 3  | Daniel Ricciardo | RB-Honda RBPT                | 76   | +2 okr.          | 12    | Bez zmian |        |
| 13          | 77 | Valtteri Bottas  | Kick Sauber-Ferrari          | 76   | +2 okr.          | 17    | 4         |        |
| 14          | 18 | Lance Stroll     | Aston Martin Aramco-Mercedes | 76   | +2 okr.          | 13    | 1         |        |
| 15          | 2  | Logan Sargeant   | Williams-Mercedes            | 76   | +2 okr.          | 15    | Bez zmian |        |
| 16          | 24 | Zhou Guanyu      | Kick Sauber-Ferrari          | 76   | +2 okr.          | 18    | 2         |        |
| NS          | 31 | Esteban Ocon     | Alpine-Renault               | 0    | NU (uszkodzenia) | 11    |           |        |
| NS          | 11 | Sergio Pérez     | Red Bull Racing-Honda RBPT   | 0    | NU (wypadek)     | 16    |           |        |
| NS          | 27 | Nico Hülkenberg  | Haas-Ferrari                 | 0    | NU (wypadek)     | 19    |           |        |
| NS          | 20 | Kevin Magnussen  | Haas-Ferrari                 | 0    | NU (wypadek)     | 20    |           |        |
| Źródło: FIA |    |                  |                              |      |                  |       |           |        |

#### Najszybsze okrążenie
| Nr          | Kierowca       | Konstruktor | Czas     | Okr. |
| ----------- | -------------- | ----------- | -------- | ---- |
| 44          | Lewis Hamilton | Mercedes    | 1:14,165 | 63   |
| Źródło: FIA |                |             |          |      |

#### Prowadzenie w wyścigu
| Nr                              | Kierowca        | Konstruktor | Okrążenia | Suma |
| ------------------------------- | --------------- | ----------- | --------- | ---- |
| 16                              | Charles Leclerc | Ferrari     | 1–78      | 78   |
| \| Wykres \| \| ------ \| \| \| |                 |             |           |      |
| Źródło: FIA                     |                 |             |           |      |
| Wykres                          |                 |             |           |      |
|                                 |                 |             |           |      |

## Klasyfikacja po wyścigu

### Kierowcy
| P           | +/−       | Kierowca         | Zgł. | Punkty | P1 | P2 | P3 | PP | NO | NS | NU |
| ----------- | --------- | ---------------- | ---- | ------ | -- | -- | -- | -- | -- | -- | -- |
| 1           | Bez zmian | Max Verstappen   | 8    | 169    | 5  | 1  | –  | 7  | 2  | 1  | 1  |
| 2           | Bez zmian | Charles Leclerc  | 8    | 138    | 1  | 1  | 3  | 1  | 2  | –  | –  |
| 3           | 1         | Lando Norris     | 8    | 113    | 1  | 2  | 1  | –  | –  | –  | –  |
| 4           | 1         | Carlos Sainz Jr. | 7    | 108    | 1  | –  | 3  | –  | –  | –  | –  |
| 5           | 2         | Sergio Pérez     | 8    | 107    | –  | 3  | 1  | –  | –  | 1  | 1  |
| 6           | Bez zmian | Oscar Piastri    | 8    | 71     | –  | 1  | –  | –  | 1  | –  | –  |
| 7           | Bez zmian | George Russell   | 8    | 54     | –  | –  | –  | –  | 1  | –  | 1  |
| 8           | Bez zmian | Lewis Hamilton   | 8    | 42     | –  | –  | –  | –  | 1  | 1  | 1  |
| 9           | Bez zmian | Fernando Alonso  | 8    | 33     | –  | –  | –  | –  | 1  | –  | –  |
| 10          | Bez zmian | Yūki Tsunoda     | 8    | 19     | –  | –  | –  | –  | –  | 1  | 1  |
| 11          | Bez zmian | Lance Stroll     | 8    | 11     | –  | –  | –  | –  | –  | 1  | 1  |
| 12          | Bez zmian | Oliver Bearman   | 1    | 6      | –  | –  | –  | –  | –  | –  | –  |
| 13          | Bez zmian | Nico Hülkenberg  | 8    | 6      | –  | –  | –  | –  | –  | 1  | 1  |
| 14          | Bez zmian | Daniel Ricciardo | 8    | 5      | –  | –  | –  | –  | –  | 2  | 2  |
| 15          | 2         | Alexander Albon  | 8    | 2      | –  | –  | –  | –  | –  | 2  | 2  |
| 16          | 1         | Esteban Ocon     | 8    | 1      | –  | –  | –  | –  | –  | 1  | 1  |
| 17          | 1         | Kevin Magnussen  | 8    | 1      | –  | –  | –  | –  | –  | 1  | 1  |
| 18          | 1         | Pierre Gasly     | 8    | 1      | –  | –  | –  | –  | –  | 1  | 1  |
| 19          | 1         | Zhou Guanyu      | 8    | 0      | –  | –  | –  | –  | –  | 1  | 1  |
| 20          | Bez zmian | Valtteri Bottas  | 8    | 0      | –  | –  | –  | –  | –  | 1  | 1  |
| 21          | Bez zmian | Logan Sargeant   | 7    | 0      | –  | –  | –  | –  | –  | 1  | 1  |
| Źródło: FIA |           |                  |      |        |    |    |    |    |    |    |    |

### Konstruktorzy
| P           | +/-       | Konstruktor                  | Zgł. | Punkty | P1 | P2 | P3 | PP | NO | NS | NU |
| ----------- | --------- | ---------------------------- | ---- | ------ | -- | -- | -- | -- | -- | -- | -- |
| 1           | Bez zmian | Red Bull Racing-Honda RBPT   | 16   | 276    | 5  | 4  | 1  | 7  | 2  | 2  | 2  |
| 2           | Bez zmian | Ferrari                      | 16   | 252    | 2  | 1  | 6  | 1  | 2  | –  | –  |
| 3           | Bez zmian | McLaren-Mercedes             | 16   | 184    | 1  | 3  | 1  | –  | 1  | –  | –  |
| 4           | Bez zmian | Mercedes                     | 16   | 96     | –  | –  | –  | –  | 2  | 1  | 2  |
| 5           | Bez zmian | Aston Martin Aramco-Mercedes | 16   | 44     | –  | –  | –  | –  | 1  | 1  | 1  |
| 6           | Bez zmian | RB-Honda RBPT                | 16   | 24     | –  | –  | –  | –  | –  | 3  | 3  |
| 7           | Bez zmian | Haas-Ferrari                 | 16   | 7      | –  | –  | –  | –  | –  | 2  | 2  |
| 8           | 1         | Williams-Mercedes            | 15   | 2      | –  | –  | –  | –  | –  | 3  | 3  |
| 9           | 1         | Alpine-Renault               | 16   | 2      | –  | –  | –  | –  | –  | 2  | 2  |
| 10          | Bez zmian | Kick Sauber-Ferrari          | 16   | 0      | –  | –  | –  | –  | –  | 2  | 2  |
| Źródło: FIA |           |                              |      |        |    |    |    |    |    |    |    |